# Golan the Insatiable
Golan the Insatiable es una serie animada estadounidense que originalmente salió al aire en noviembre de 2013 en Fox, junto con Lucas Bros. Moving Co.; el cual se estrenó en enero de 2014. Fue creado por Josh Miller y desarrollado por Dave Jeser y Matt Silverstein. El programa está basado en las historias escritas por Josh Miller en el sitio web Something Awful. Se emitió en el bloque de Animation Domination High Def de Fox.
Tiempo después, Golan the Insatiable fue renovado para una segunda temporada, consistiendo en seis episodios de media hora estelar caracterizando dos nuevas voces en los personajes principales y una continuidad alternativa. La temporada se estrenó el 31 de mayo de 2015 en el bloque de Sunday Funday. La serie recibió una muy buena aceptación por el público, recibiendo un gran puntaje en Rotten Tomatoes.

## Sinopsis
Tras los cambios radicales con la segunda temporada, el argumento de ambas temporadas son ligeramente diferentes, dejando a la segunda temporada como la definitiva:

### Temporada piloto
Golan es un semidiós de la guerra que reinaba en una dimensión alternativa llamada Gkruool, hasta que fue destronado y expulsado al planeta Tierra por las fuerzas rebeldes, y es cuando Golan termina en la casa de la familia Beekler en el pueblo de Oak Grove en Minnesota, haciéndose amigo con una niña gótica llamada Dylan, la hija menor de los Beekler, quien se convierte en su discípulo. Durante su estadía en la tierra, Golan debe aprender las costumbres de los humanos mientras provoca la destrucción y el caos por toda Oak Grove, y a la vez que planea su retorno a su dimensión para recuperar su trono.

### Segunda temporada(reboot)
Dándole otro comienzo alternativo, Dylan es una niña gótica con problemas para socializar con otros niños de su edad, lo que la obliga a hacer travesuras o dañar a otras personas en su escuela, hasta que un día es expulsada y se ve obligada a pasar la tarde en el trabajo de su madre, Carole. Dylan se dirige al sótano de limpieza y al explorar un poco descubre un libro pesado y repleto de hechizos paganos en la grieta de una pared. En casa, al probar unos cuantos conjuros, accidentalmente invoca a un ser de otra dimensión; Golan, y lo trae a su mundo.
Golan, tras buscar el libro de hechizos para regresar a su dimensión y descubrir que su sirviente, Kruung, le robó la corona y se apoderó de su reino durante su ausencia, se queda a vivir con Dylan para aprender las costumbres en la Tierra, causar estragos y reconstruir su poder en Oak Grove para lograr su objetivo real: Volver a Gkruool y vengarse de Kruung.

## Personajes

### Personajes principales
- Golan the Insatiable: Es el monstruo semidiós todopoderoso de Gkrool. Con una fuerza tremenda y de gran estatura, causa destrozos y miseria en todo el pueblo junto con Dylan, su fiel seguidora. Es invocado por Dylan accidentalmente, la cual después de la traición y destierro por parte de Kruung, se vuelven amigos. Él planea conquistar toda Oak Grove y después todo el estado de Minnesota junto con Dylan.

- Dylan Beekler: Es una niña de aproximadamente seis años y de aspecto gótico cuya vida era muy miserable ya que no podía relacionarse con los demás, hasta que conoce a Golan y vive junto con su familia. En la segunda temporada ella no tiene padre y eso la afectó bastante. Se convirtió en el discípulo de Golan luego de haberlo defendido contra todo el vecindario aquella vez que causó destrozos poco después de haber escapado de ser ejecutado por parte de Kruung.

### Personajes secundarios
- Carole Beekler: Es la madre soltera de Dylan y Alexis. En un principio le aterrorizaba Golan, pero poco después se acostumbró a su presencia. A pesar de que no aprueba el estilo de vida de su hija menor, Dylan, todavía la ama. Por lo general a ella se le ve estar todo el tiempo con su hija Alexis.

- Alexis Beekler: Es la hermana mayor de Dylan e hija de Carole. Ella suele ser muy desagradable y a veces muy obsesiva. Suele molestar a Dylan cada vez que puede, al igual que Dylan con Alexis incendiándole parcialmente el cabello en muchas ocasiones. Tiene un novio llamado Keith, al cual solamente tiene una relación amorosa por ser popular y de clase alta. Le encanta pasar el tiempo con su madre y siempre la apoya en los momentos de conflicto. Por último, le desagrada Golan.

- Keith Knudsen Jr. "Keith": Es el novio de Alexis y el chico más popular de su escuela. Suele ser muy torpe y posiblemente un poco más lerdo que Alexis. Golan lo considera uno de los chicos más geniales que ha conocido.

### Otros personajes
- Alcalde de Oak Grove: De nombre desconocido, es el alcalde de Oak Grove. Suele ser despreocupado, alegre, incluso a veces muy infantil. Se cree que podría ser gay. Tiene un pato que lleva a todas partes y al que considera como la mascota de la ciudad.

- Mackenzie B.: Es la archienemiga y compañera de clase de Dylan la cual se burla constantemente por ser rara. Le tiene mucho miedo a Golan.

- Richard Beekler: Richard fue el esposo de Carole y el padre de Alexis y Dylan en la primera temporada. No le agradaba Golan y tampoco lo consideraba parte de su familia. Por alguna razón, este personaje fue descartado en la segunda temporada, quedando como padre ausente y que dejó a Carole en algún momento. Se desconoce si hará alguna aparición en futuros episodios.